# اهن‌گاما
اهن‌گاما (به لاتین: Ahangama) یک منطقهٔ مسکونی در سری‌لانکا است که در استان جنوبی (سری‌لانکا) واقع شده‌است.